# Rosa av Viterbo

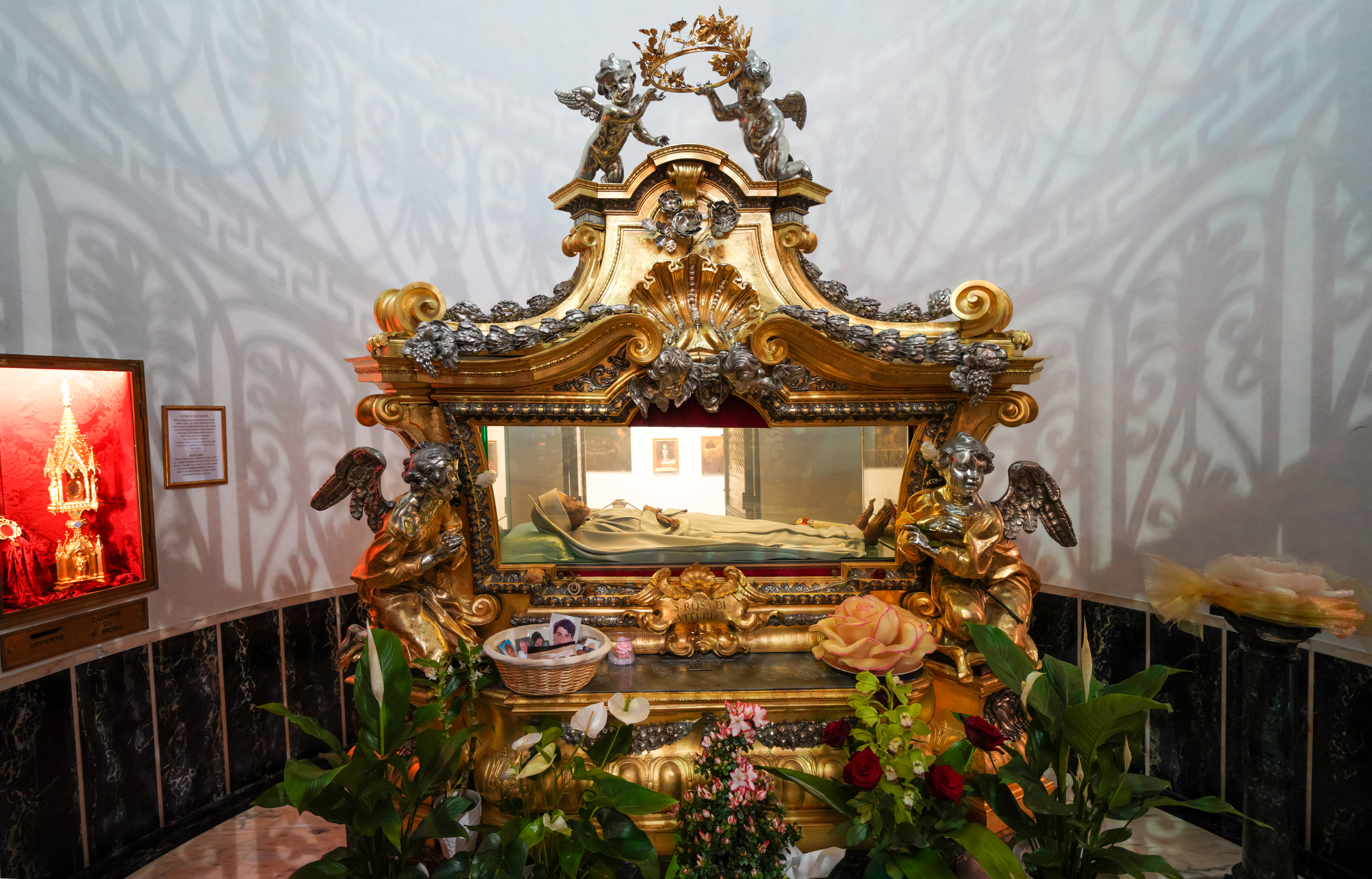
Den heliga Rosas oförmultnade kropp. Monastero Santuario Santa Rosa di Viterbo.

Rosa av Viterbo, född 9 juli 1235 i Viterbo, död 6 mars 1252 i Viterbo, var en italiensk jungfru och mystiker. Hon vördas som helgon inom Romersk-katolska kyrkan. Heliga Rosa är staden Viterbos skyddshelgon och hennes minnesdag firas den 6 mars.

### Webbkällor
- ”St. Rose of Viterbo”. Catholic Encyclopedia. New Advent. http://www.newadvent.org/cathen/13193a.htm. Läst 4 september 2017.
- ”Beata Rosa da Viterbo, vergine”. Santi e Beati. http://www.santiebeati.it/dettaglio/34450. Läst 4 september 2017.